# Catocala deserta
Catocala deserta là một loài bướm đêm trong họ Erebidae.